# كيارا زاني
كيارا زاني هي ممثلة كندية، ولدت في 19 يوليو 1978 بفانكوفر في كندا.

## أعمال

### أفلام
- (2003) إكس 2[4][5][6]

## وصلات خارجية
- كيارا زاني على موقع IMDb (الإنجليزية)
- كيارا زاني على موقع ألو سيني (الفرنسية)
- كيارا زاني على موقع أول موفي (الإنجليزية)
- كيارا زاني على موقع قاعدة بيانات الأفلام السويدية (السويدية)
- كيارا زاني على موقع قاعدة بيانات الفيلم (الإنجليزية)
- كيارا زاني على موقع كينوبويسك (الروسية)
- كيارا زاني على موقع ANN person (الإنجليزية)